# Hoya verticillata
Hoya verticillata là một loài thực vật có hoa trong họ La bố ma. Loài này được (Vahl) G. Don mô tả khoa học đầu tiên năm 1837.